# Wohnstraße

Typische Wohnstraße mit seitlich abgetrennten Gehwegen und einseitigem Parkstreifen

Eine Wohnstraße ist eine Anliegerstraße in einem Wohngebiet.

## Allgemeines
Im Gegensatz zu Hauptverkehrsstraßen steht bei Wohnstraßen nicht der möglichst ungehinderte Verkehrsfluss im Vordergrund, sondern vielmehr die Sicherheit und Lebensqualität der Anwohner. Typischerweise zeichnen sich Wohnstraßen durch ein niedriges Verkehrsaufkommen, wenig Lkw-Verkehr, geringe Verkehrsemissionen (Lärm, Abgase und Staub), langsame Geschwindigkeiten und häufig auch durch verschiedene Gestaltungselemente aus, die darauf abzielen, den Straßenraum für Fußgänger, spielende Kinder und soziale Interaktionen attraktiv zu gestalten.

## Einordnung und Funktionen
In einem hierarchisch gegliederten Straßennetz gehört die Wohnstraße zum innerörtlichen Nebennetz und dort wird sie zwischen dem Wohnweg und der Wohnsammelstraße eingeordnet. Ein wesentliches Kriterium für diese Einordnung ist das Verkehrsaufkommen, das bei Wohnstraßen grob zwischen 60 und 250 Kraftfahrzeugen pro Stunde liegt. Die genannten Grenzwerte sind jedoch nicht absolut festgelegt und variieren in der Fachliteratur zum Teil erheblich.
Maßgebend für die Einordnung ist zudem die Straßenfunktion. Wohnstraßen dienen überwiegend der Erschließung, das heißt sie ermöglichen in erster Linie Zugang und Zufahrt zu den entlang der Straße angeordneten Wohngrundstücken. Darüber hinaus erfüllen Wohnstraßen auch eine gewisse Aufenthaltsfunktion, indem sie Raum für Kommunikation, Spiel und Erholung bieten.

## Straßenraumgestaltung

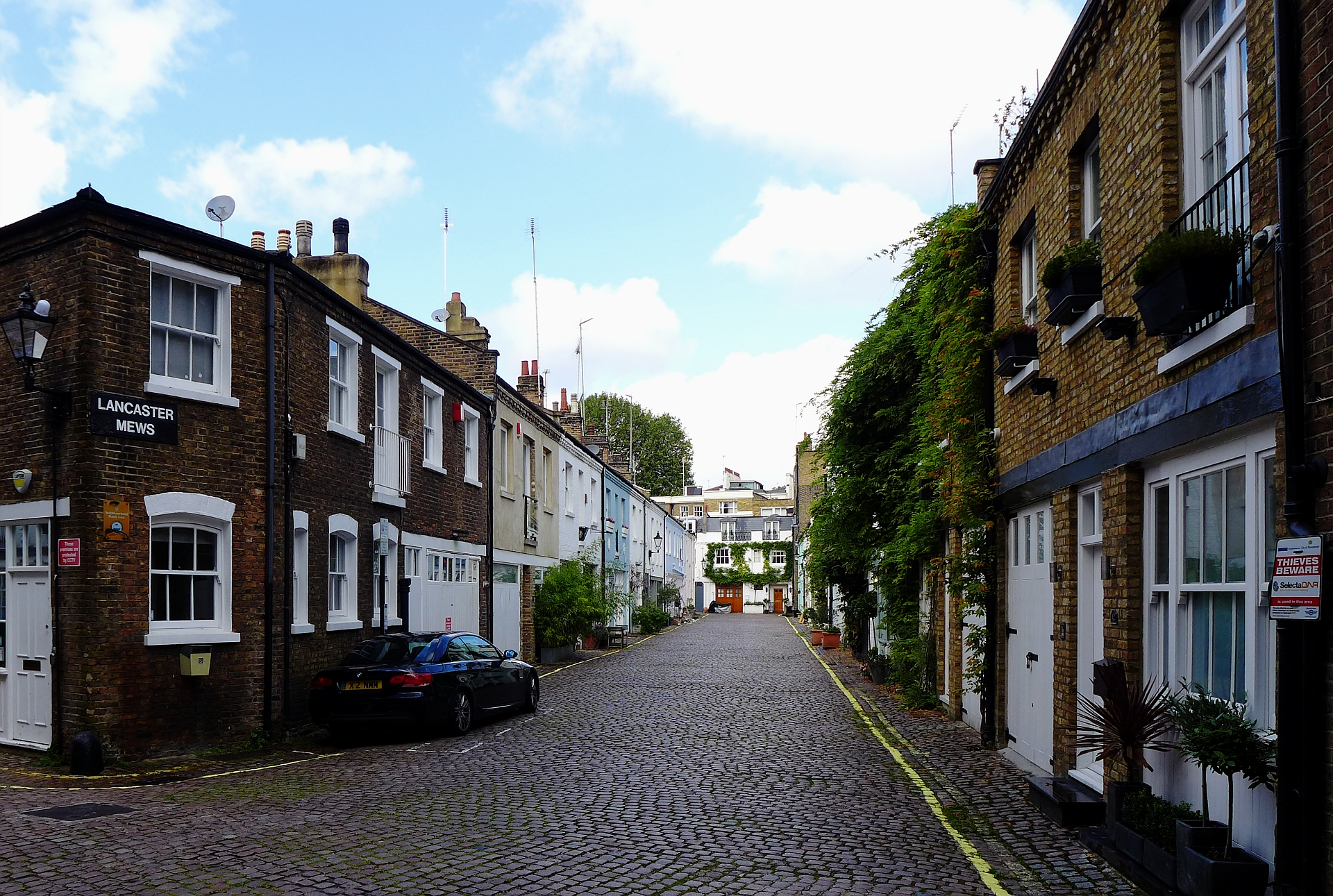
Wohnstraße ohne baulich abgetrennte Gehwege (Mischverkehrsfläche)

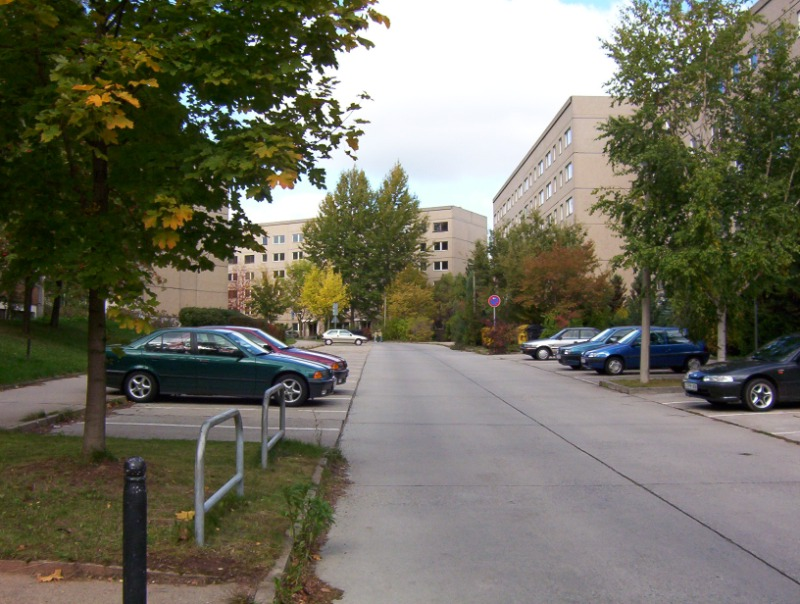
Breite Wohnstraße mit beidseitigem Parkstreifen und Baumbestand

Fester Bestandteil von Wohnstraßen sind Fahrflächen für Kfz und Fahrrad sowie Gehflächen für den Fußverkehr. Fahr- und Gehflächen können bei Wohnstraßen entweder vermischt (Mischungsprinzip) oder getrennt (Trennungsprinzip) sein. Da sich beim Mischungsprinzip alle Verkehre unter besonderer Rücksichtnahme auf einer Fläche bewegen, ist diese Form der Straßenraumgestaltung eher für Wohnstraßen mit geringem Verkehrsaufkommen und geringer Geschwindigkeit geeignet. Wohnstraßen mit höherem Verkehrsaufkommen und höherer Geschwindigkeit sind dagegen im Regelfall nach dem Trennungsprinzip ausgebildet; der Fahrverkehr ist also vom Fußverkehr baulich getrennt. Hierbei kann hinsichtlich der Fahrbahnbreite noch zwischen eingeschränkten und uneingeschränkten Bewegungsspielräumen sowie einer harten Trennung (beispielsweise mittels Hochbord) und einer weichen Trennung (beispielsweise durch Zeilen) unterschieden werden. Im Regelfall ist die Fahrfläche sowohl beim Mischungsprinzip als auch beim Trennprinzip so breit, dass sich zwei Pkw ungehindert begegnen können. Der Radverkehr bekommt keine baulich abgetrennten oder abmarkierten Flächen, sondern teilt sich die Fahrfläche mit dem Kfz-Verkehr.
Neben den Fahr- und Gehflächen stehen meist auch Flächen für den ruhenden Verkehr zur Verfügung und mitunter gehören Grüninseln und Grünstreifen mit Bodendeckern, Hecken, Sträuchern und Bäumen (auch Straßenbegleitgrün genannt) zum Erscheinungsbild von Wohnstraßen.

## Verkehrsregeln und Verkehrsbeschränkungen
In Wohnstraßen gelten aus Gründen der Verkehrsberuhigung oftmals besondere Verkehrsregeln und Verkehrsbeschränkungen. Dazu zählen Geschwindigkeitsbeschränkungen wie beispielsweise Tempo-30-Zone oder Schrittgeschwindigkeit. Auch die Einrichtung von Einbahnstraßen und Durchfahrtssperren sowie die Anordnung von Zu- und Durchfahrtsverboten für gebietsfremde Verkehre (beispielsweise Zufahrt frei nur für Anlieger) kann dazu gehören. Häufig wird an Kreuzungen und Einmündungen auf die Einrichtung von Vorfahrtsstraßen verzichtet und stattdessen gilt dort die Rechts-vor-links-Regel. Der ruhende Verkehr in Wohnstraßen kann ebenfalls eingeschränkt sein (beispielsweise Parken nur mit bestimmtem Parkausweis), um Fremdparker und damit gebietsfremden Verkehr fernzuhalten.
In vielen Ländern wurden speziell für Wohnstraßen verkehrsrechtliche Regelungen geschaffen, die eine Kombination aus den vorgenannten Regeln darstellen und dem Fuß- und Radverkehr gleichzeitig Vorrang einräumen. Dies ist beispielsweise in Deutschland der verkehrsberuhigte Bereich und in Österreich die Wohnstraße. In der Schweiz stellt die Begegnungszone eine ähnliche verkehrsrechtliche Regelung dar.